# Davide Bonuccelli
Davide Bonuccelli (* 22. September 1982) ist ein ehemaliger italienischer Radrennfahrer.

## Karriere
Davide Bonucelli wurde 2006 Dritter bei der italienischen Meisterschaft für Fahrer ohne Profivertrag. Am Ende des Jahres fuhr er für das Professional Continental Team Ceramica Flaminia als Stagiaire, bekam aber keinen Vertrag für die nächste Saison. 2007 gewann er das Eintagesrennen Ruota d’Oro. 2008 erhielt er einen Vertrag bei Ceramica Flaminia seinen ersten regulären Vertrag bei einem internationalen Radsportteam.

## Erfolge
2006
- Italienische Meisterschaft – Straßenrennen (Elite ohne Vertrag)

2007
- Ruota d’Oro

## Teams
- 2006 Ceramica Flaminia (Stagiare)
- 2008 Ceramica Flaminia-Bossini Docce
- 2010 CDC-Cavaliere